# Chminianska Nová Ves
Chminianska Nová Ves est un village de Slovaquie situé dans la région de Prešov.

## Histoire
Première mention écrite du village en 1248.

## Démographie

### Évolution de la population
| Année:               | 1994. | 2004.    | 2014.   | 2024.   |
| -------------------- | ----- | -------- | ------- | ------- |
| Nombre de personnes: | 1085  | 1224     | 1289    | 1291    |
| Différence:          |       | +12,81 % | +5,31 % | +0,15 % |

| Année:               | 2023. | 2024.   |
| -------------------- | ----- | ------- |
| Nombre de personnes: | 1278  | 1291    |
| Différence:          |       | +1,01 % |